# Pitó (sàtrapa de l'Índia)
Pitó (en llatí Pithon, apareix en grec com Πίθων, Πείθων, i Πύθων), fill d'Agenor, fou un oficial macedoni al servei d'Alexandre el Gran.
Degut a la coincidència de nom amb un altre Pitó no es pot assegurar en quines campanyes va participar. Comença però a destacar pròpiament a l'Índia on va tenir diversos alts comandaments i va dirigir als πεζεται̂ροι (guàrdies d'infanteria) en la campanya contra els Malaves el 327 aC.
Alexandre li va donar una satrapia a l'Índia, al costat de la de Filip. Va ser enviat a reduir al rei indi Musicà, cosa que va aconseguir, i va fer presoner al rei al que va portar davant d'Alexandre. També va jugar paper destacat en la baixada de l'Indus quan va dirigir un cos de cavalleria que es va reunir a l'exèrcit principal a Pattala, segons Flavi Arrià.
A partir d'aquest moment no se'n sap res de ert sobre la seva vida. Segurament va seguir al govern de la seva satrapia que va conservar a la mort d'Alexandre (323 aC) i al Pacte de Triparadisos (321 aC). Podria haver estat destituït del seu govern per Èumenes de Càrdia que va establir el seu poder a les satrapies llunyanes de l'Índia. En tot cas era enemic d'Èumenes i el 316 aC va rebre d'Antígon el Borni la satrapia de Babilònia. El 314 aC Antígon el va cridar al seu costat per formar un estat major d'oficials experts per ajudar al seu fill Demetri Poliorcetes.
El 312 aC encara estava al costat de Demetri lluitant a Celesíria i el va aconsellar no lliurar batalla a Gaza contra els Ptolemeus, però Demetri es va arriscar i va perdre la batalla de Gaza. Pitó va morir en aquest combat.